# Пољаница
Пољаница је назив за северни, релативно изоловани, брдско-планински део територије града Врања, у горњем (изворишном) делу реке Ветернице. У саставу Пољанице су села Власе, Големо Село, Градња, Добрејанце, Драгобужде, Дреновац, Дупељево, Крушева Глава, Лалинце, Мијаковце, Мијовце, Остра Глава, Рождаце, Сикирје, Смиљевић, Станце, Стрешак, Студена, Трстена, Тумба, Урманица и Ушевце.

## Географија
Центар Пољанице, Месна канцеларија у селу Власе, од Врања је удаљен око 25 км а од Лесковца (преко Вучја) око 45 км. Са истока, Пољаница се граничи територијом општине Владичин Хан, са запада територијом општине Косовска Каменица, са севера територијом града Лесковца, а са југа осталим делом општине Врање и делом територије општине Бујановац. Правцем исток-запад, од врха Стрешачки деја (904м) до врха Копиљак (1126м) има око 14 км, а правцем север-југ од врха Јужин камен (1227м) до врха Гоч (Врање) (1106м) око 18 км. Површина Пољанице је око 180 km². Просечна надморска висина је око 700 м, а креће се од 515 м у Мијовцу до 1120 м у Сикирју.

## Демографија
Пољаница је највећим делом насељена Србима, а у Големом Селу (махала Грнчарица) живи око 50 породица Рома. Kao повремени становници, државни службеници (учитељи, шумари, полицајци, лекари) у Пољаници живе и поједини припадници других народа (Црногорци, Бугари, Македонци). Према првим резултатима пописа из 2011. године, у 22 села Пољанице живи 2457 становника или 29,5% мање него 2002. године. Према попису из 2002. године, било је 1170 домаћинстава са укупно 3487 становника или 2,98 по домаћинству. Од тога броја било је 2947 пунолетних лица или 84,5%, а просечна старост је 50,6 година. У односу на 1953. годину, број становника у 2002. години био је мањи за 6449 или за око 65%. Као остале неразвијене крајеве, и Пољаницу је шездесетих година прошлог века напустило много младих људи и отишло на рад у иностранство. A у новије време изражено је напуштање рубних планинских села и насељавање заравнатих, питомијих предела у Големом Селу, Власу и Градњи.
| Демографија | Демографија | Демографија |
| Година      | Становника  | Становника  |
| ----------- | ----------- | ----------- |
| 1948.       | 9.601       |             |
| 1953.       | 9.936       |             |
| 1961.       | 9.139       |             |
| 1971.       | 7.712       |             |
| 1981.       | 5.863       |             |
| 1991.       | 4.422       | 4.364       |
| 2002.       | 3.487       | 3.557       |
| 2011.       | 2.457       |             |

## Историја
Територија Пољанице ушла је у састав српских земаља вероватно средином 12. века, пре Немањића, и као део Лесковачког краја (Дубочица) остала део српске државе до пада под турску власт. За време отоманске владавине, била је саставни део лесковачког пашалука и вероватно је тада добила садашњи назив. Од друге половине 18. века почиње насељавање Арнаута у простор Пољанице, па је било више проблема са њима него са Турцима. Али је народ Пољанице засигурно активно учествовао 1841. године у Милојевој буни, а посебно се истакао у време борби за ослобођење ових крајева од Турака 1878. године, и знатно допринео ослобођењу Врања под командом Степе Степановића, команданта Предњег одреда Ветерничке колоне и пољаначких устаника. После ослобађања од Турака, у Врањском округу формиран је Пољаначки срез, са седиштем у Владичином Хану. За време Првог светског рата, Пољанчани су се масовно одазвали на позив за мобилизацију и многи од њих изгинули или завршили у бугарско заробљеништво, села Пољанице била су под бугарском окупацијом, а народ био изложен тортури окупатора. Између два светска рата, Пољаница је у саставу среза Пчињског са седиштем у Врању. Током Другог светског рата, од 1941. до 1944. године, већи део Пољанице био је део бугарске окупационе зоне, а мањи део у саставу Недићеве Србије и немачке окупационе зоне. Гранична караула је била код Јањићевих кућа на крају Големог Села.
После Другог светског рата, 1944. године, формиране су општине Власе, Големо Село и Дреновац, а у Градњи, Студени и Трстени постојали су Месни народни одбори који су укинути 1952. године. Године 1955. укинуте су општине Големо Село и Дреновац и придружене општини Власе. Општина Власе укинута је 1965. године и сва њена села укључена су у општину Врање. Територија је сада подељена у три месне заједнице, и то: МЗ Големо Село (Големо Село, Дупељево, Лалинце, Мијаковце, Мијовце, Остра Глава, Студена и Тумба), МЗ Власе (Власе, Градња, Драгобужде, Крушева Глава, Рождаце, Смиљевић, Станце, Стрешак, Трстена, Урманица и Ушевце) и МЗ Дреновац (Дреновац, Добрејанце, Сикирје).

## Привреда
Становници Пољанице баве се претежно пољопривредом, иако је земља лошег квалитета, већином 6. и 7. класе. Углавном екстензивно, најзаступљеније је ратарство, затим сточарство, живинарство, воћарство и у мањој мери повртарство. Сем у посебно неповољним условима (ратови, велике суше) већина се становништва успешно издржавала од свога рада, а било је и за тржиште (житарице, вуна, жива стока, сир, јаја, живина, ракија, пасуљ, ораси). У стара времена, сви производи продавани су у Владичином Хану, затим у Врању, а од краја 20. века на пијаци у Власу. Ретки појединци су се бавили занатом и тако допуњавали приходе од пољопривреде. Одавно је у Пољаници било занатлија који су задовољавали скоро све потребе становништва, тако да је само изузетно морало да се одлази у Врање. Раније су били познати качари, колари, кириџије, рабаџије, бербери, кројачи, ужари, мутавџије, оружари (туфегџије), вијачи, месари, грнчари, бомбонџије, калајџије, самарџије, обућари, коритари, корпари, воденичари, и један ваљавичар, а сада постоје само столари, свирачи, трговци, ковачи, поткивачи, лимари, зидари, бравари и механичари. Занатлије су раније, па углавном и сада, своје услуге пружали уз своје редовне обавезе у пољопривреди. Од привредних предузећа тренутно ради погон фабрике Јумко из Врања, а од тзв. малих предузећа неколико продавница мешовите робе, стругара и електричних млинова, један погон за израду елемената столарије, једна бензинска пумпа и две-три мини-фарме оваца и говеда.

## Саобраћај
Пољаница је, због свог географског положаја, далеко од природних проходних праваца, релативно дуго била без добрих путева и са слабим везама у свим правцима. Док је била административно везана за Владичин Хан, постојао је и одржавао се обичан земљани пут на тој релацији, сада скоро потпуно зарастао у коров. Ка Лесковцу, кад је било нужно, путовало се пешке или на коњу самим водотоком Ветернице, све до изградње пута за Вучје преко планине Кукавице. Према Врању, дугогодишњем и садашњем административном центру, до средине прошлог века био је у употреби класични земљани пут без тврде подлоге. Изградњом пута са макадамском подлогом и његовим асфалтирањем шездесетих година, затим отварањем редовне аутобуске линије Врање – Власе – Мијовце, везе са Врањем су знатно побољшане. Међутим, попречних путева у Пољаници скоро да нема или су у врло лошем стању.

## Живот
У Пољаници је прва основна школа отворена у Градњи између два светска рата. Сада постоји једна основна (осмогодишња) школа у Власу, а четворогодишње школе су у Големом Селу, Градњи, Ушевцу, Добрејанцу и Дреновцу. Амбуланте су у Власу и Мијовцу, а ветеринарска амбуланта у Власу. Цркве су у селима Дреновац, Секирје, Смиљевић, Власе, Градња, Големо Село и Остра Глава, од којих само она у Големом Селу има пароха.
Између два светска рата тек по неко је могао рачунати на државно запослење, на дужности као што су граничари, жандарми, општински писари, деловође и курири, шумски радници и евентуално шумари, сви без права на пензију. После Другог светског рата, порастом броја писмених, почиње школовање и запошљавање учитеља, професора, лекара (доктора), официра, трговаца, угоститеља. Нерадо се ишло на рад у друге крајеве или у иностранство. За почетак таквог рада може се узети чест одлазак у Банат у бербу кукуруза за натуралну накнаду и запослење као физички радник у грађевинска предузећа Београда и Чачка. Отварањем великих предузећа у Врању (Симпо, Јумко, Коштана, Алфа, Заваривач) и добрим изгледима за запослење у Београду, убрзао се одлив становништва из Пољанице, што је још више наглашено масовнијим одласком на рад у иностранство шездесетих година прошлог века.
Природна богатства Пољанице састоје се у здравој, релативно незагађеној животној средини, чистом планинском ваздуху, богатој буковој и храстовој шуми, атрактивним условима за лов и спортски риболов, лековитом биљу и шумском воћу, разноврсним гљивама.

## Галерија
- Висови око Пољанице (поглед са брда код репетитора у Власу)
- Кукавица (Лисац)
- Облик и Грот
- Орлова чука
- Копиљак

- Села Пољанице
- Власе
- Дреновац
- Ушевце
- Добрејанце
- Трстене
- Големо Село
- Станце
- Рождаце
- Мијовце
- Лалинце
- Урманица